# Hwisd
Hwisd (ukrainisch Гвізд; russisch Гвозд Gwosd, polnisch Hwozd) ist ein Dorf in der ukrainischen Oblast Iwano-Frankiwsk mit etwa 3400 Einwohnern (2001).

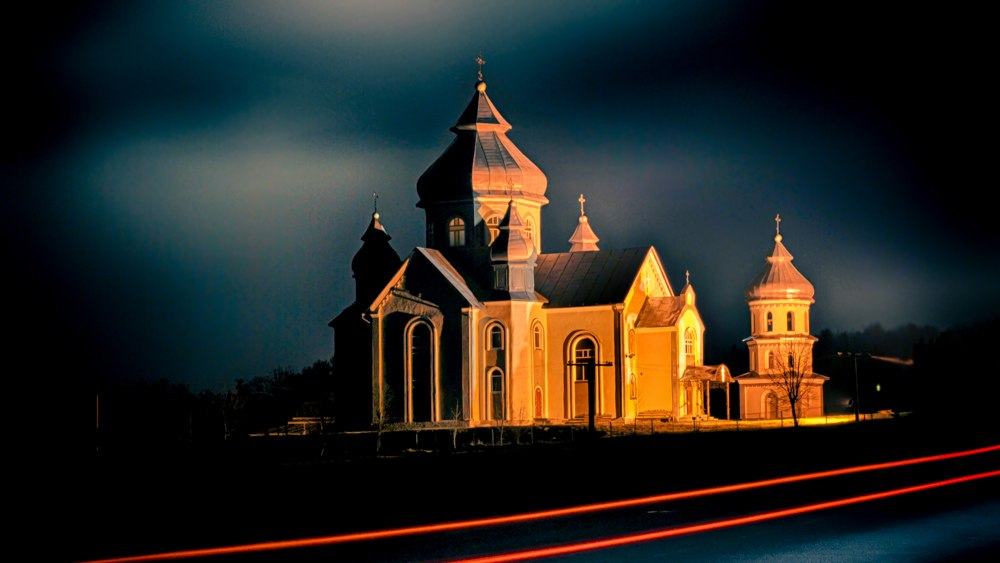
Orthodoxe Erzengel-Michael-Kirche im Ort bei Nacht

Das in der zweiten Hälfte des 18. Jahrhunderts erstmals schriftlich erwähnte Dorf liegt im Osten der historischen Landschaft Galizien am Ufer der Flüsschens Lukawez (Лукавець) 10 km nördlich vom Rajonzentrum Nadwirna und 36 km südwestlich vom Oblastzentrum Iwano-Frankiwsk. Durch das Dorf verläuft die Fernstraße N 09.
Am 12. Juni 2020 wurde das Dorf ein Teil der neu gegründeten Stadtgemeinde Nadwirna im Rajon Nadwirna, bis dahin bildete es zusammen mit dem Dorf Mlyny (Млини) die Landratsgemeinde Hwisd (Гвіздська сільська рада/Hwisdska silska rada) im Nordwesten des Rajons.